# 红腿长吻松鼠
红腿长吻松鼠（学名：Dremomys pyrrhomerus），一种分布于中国南方和越南北部等地区的啮齿动物，隶属于松鼠科长吻松鼠属。

## 形态特征
红腿长吻松鼠吻部较长，似锥形。两颊及颈部为橙棕色，耳后斑较为明显。额顶、背毛和腿上部暗橄榄黑色，体侧棕黄色，腹部淡黄白色。尾部背面呈暗橄榄绿色，尾腹则为暗棕红色。其腿部具栗红色毛斑，是本种重要的鉴别特征。

## 亚种
本种包含2个亚种：
- Dremomys pyrrhomerus pyrrhomerus (Thomas, 1895)
- Dremomys pyrrhomerus riudonensis J. A. Allen, 1906

## 保护
本种于2023年被收录入《有重要生态、科学、社会价值的陆生野生动物名录》。